# Pacific Coastal Airlines

Pacific Coastal Airlines è una compagnia aerea regionale canadese, con sede a Richmond mentre l'hub principale è l'Aeroporto Internazionale di Vancouver.

## Storia
La società è stata fondata nel 1987 tramite la fusione tra Powell Air e la branca di Port Hardy di Trans-Provincial Airlines (unità autonoma di Air BC). Il 14 novembre 1997 aderiva al marchio consortile "Canadian Partner" creato per coordinare una pletora di vettori regionali attorno a Canadian Int. Airlines.
il 1º aprile 1998 l'azienda acquistava la conterranea Wilderness Airlines. Il 5 maggio 2016 è stata creata la divisione idrovolanti con il nome di Wilderness Seaplanes mentre il 24 novembre 2017 è stato annunciato un accordo con Westjet per operare alcuni Saab 340 per conto del marchio commerciale WestJet Link a partire dal 21 giugno 2018. Gli aerei sono basati nell'Aeroporto internazionale di Calgary e servono città quali Lethbridge, Prince George, Lloydminster e Vancouver.

## Flotta

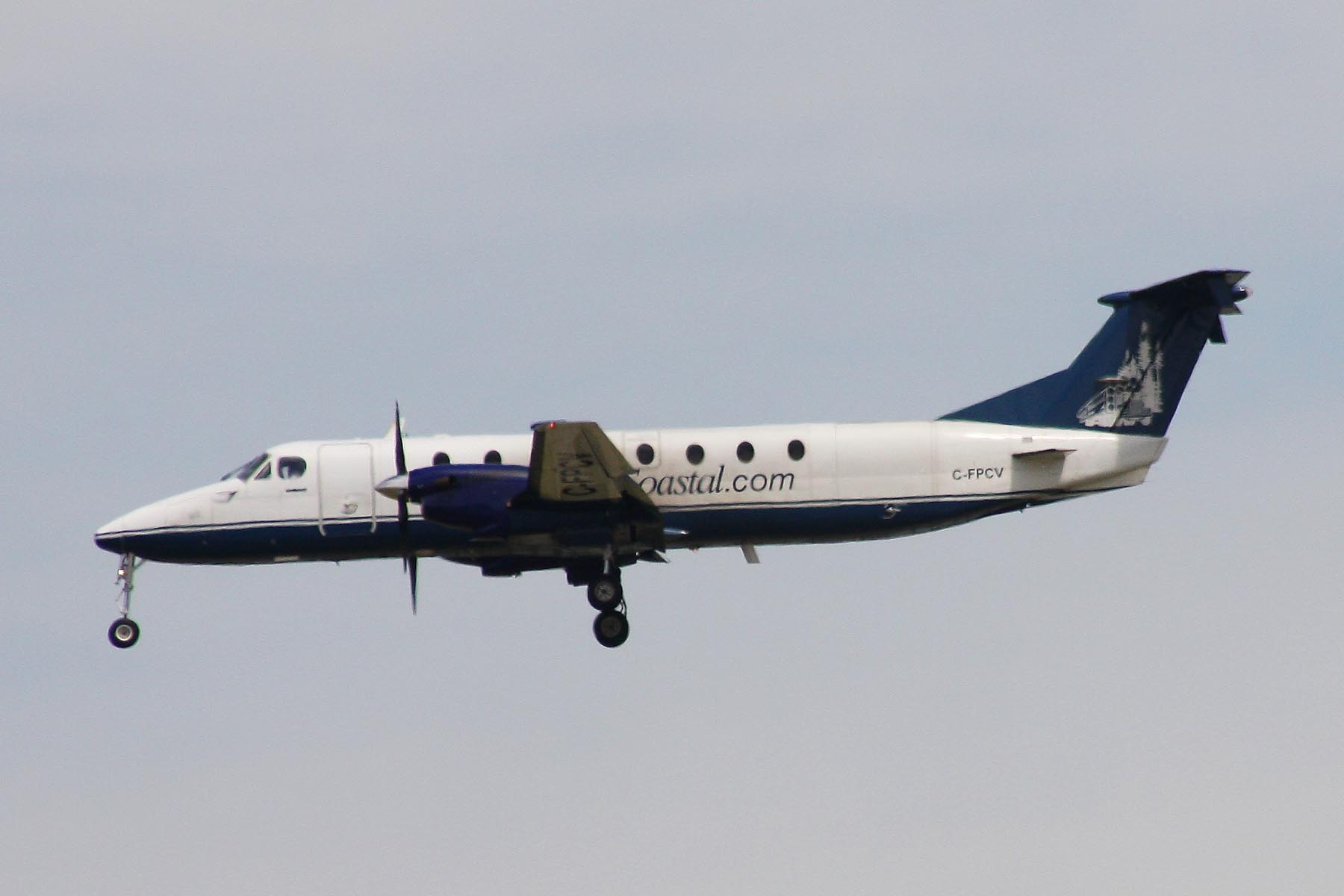
Un Beechcraft 1900.

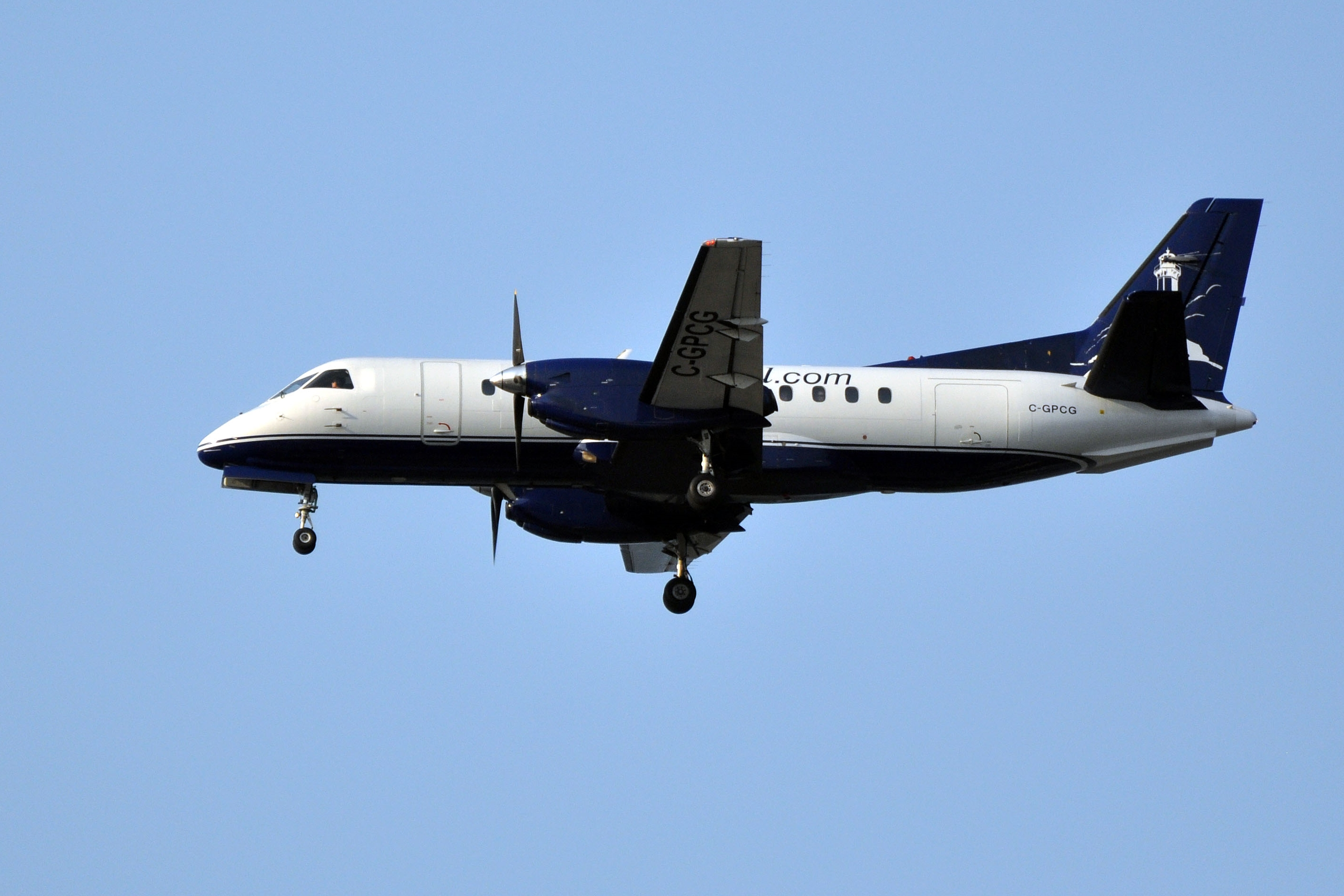
Un Saab 340.

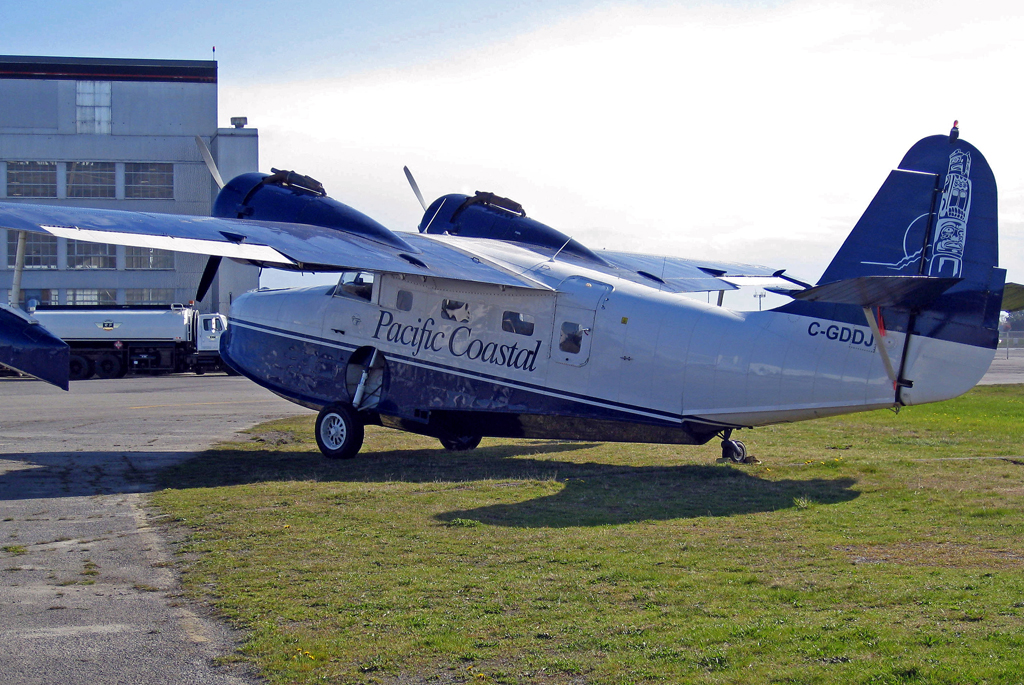
Un Grumman Goose.

A settembre 2024 la flotta di Pacific Coastal Airlines risulta composta dai seguenti aerei: